# مكثاف

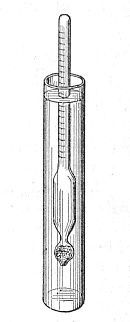
مكثاف من الفيزياء التطبيقية

رسم تخطيطي لمكثاف. كلما انخفضت كثافة السائل، غرقت العوامة الموزونة B غرقًا أكبر ويمكن قراءة العمق على المقياس A.

المِكثاف (الجمع: مَكَاثِيْف) أو المِسْيَل أو المِسْيَال أو مقياس كثافة السوائل أو الهَيدرومِتر (بالإنجليزية: Hydrometer)‏ وهو جهاز يستخدم لقياس الكثافة النوعية للسوائل، ويتكون المكثاف من زجاج أسطواني ينتهي ببصلة (انتفاخ بصلي) ملئ بالرصاص. ويستفاد منه في قياس الوزن النوعي للمشتقات النفطية حيث أن الوزن النوعي للبنزين تراوح من 700-750 وللنفط 750-800 وللكاز 800-850 وللزيت 850-900 وللزيوت الأثقل 900-950.
وهو جهاز لقياس كثافة السوائل والاساس العلمي له هو طفو الجسم الصلب على سطح سائل وهو يتركب من مستودع زجاجي يوجد فيه كرات من الرصاص تساعد على الاتزان الرأسي ويتصل مستودعه بساق زجاجي طويل ذي قطر صغير مدرج بوحدات الكثافة بحيث يشير التدريج السفلي إلى أعلى كثافة يقيسها المِكثاف ويشير التدريج الأعلى إلى أدنى كثافه يقيسها المِكثاف.